# North Logan
North Logan ist eine Stadt im Cache County des US-Bundesstaates Utah. Der Ort ist ein Vorort von Logan. 

## Demografie
Nach der Volkszählung von 2020 leben in North Logan 10.986 Menschen. Die Bevölkerung teilt sich 2019 auf in 89,5 % Weiße, 0,3 % Afroamerikaner, 0,4 % amerikanische Ureinwohner, 4,8 % Asiaten und 2,3 % mit zwei oder mehr Ethnizitäten. Hispanics machten 6,8 % der Bevölkerung von North Logan aus. Das mittlere Haushaltseinkommen lag 2019 bei 71.351 US-Dollar und die Armutsquote bei 13,1 %.